# 키타이 고로드역
키타이 고로드 역(러시아어: Китай-город)은 모스크바 지하철 칼루시스코 리시스카야 선과 타간스코 크라스노프레스넨스카야 선의 역이다. 1971년 1월 3일에 개장했다. 본 역은 크로스 워드(평면 환승) 플랫폼의 구조이다.
개통 직후부터 1990년 11월까지, 본 역은 유명한 볼셰비키인 빅토르 노기나를 기리기 위해 명명된 광장으로 인해 "플로샤디 노기나(Площадь Ногина)"라고 명명되었다. 시가 플로샤드 노기나의 남부를 플로샤드 바르바르스키예 보롯으로 변경한 후, 역은 역사적인 이름을 기리어 키타이 고로드 역으로 변경되었다.

## 역사
1970년 12월 30일 칼루시스카야 선과 즈다노프스카야 선의 두 노선이 정차하면서 개업하였다. 플로샤드 노기나는 양 노선의 종착역인 관계로 열차는 동쪽 플랫폼에서 종착한 다음 터널로 나가게 되고, 두 노선에 회차점이 설치되어 있다가 다시 서쪽 플랫폼에 들어오기도 했다. 환승 목적으로, 승객들이 동쪽 플랫폼에서 승강장을 오고 갈 때 열차를 출발시키지 않는 것이 가능했다.
1971년 12월 31일 칼루시스카야 선과 리시스카야 선을 연결하여 칼루시스코 리시스카야 선을 형성하였다. 동쪽 승강장에 탑승하여 즈다노프스카야 선의 탑승이 가능했지만, 그 노선에서 출발한 열차는 정상적인 철도로 운행하기 시작했다. 환승 지점은 1975년 말에야 완전한 운용체제에 들어갔는데, 이는 12월 17일에 즈다노프스카야와 크라스노프레스넨스카야 선이 연결되어 즈다노프스코 크라스노프레스넨스카야 선을 형성하게 되어 오늘날 이러한 플랫폼의 구조가 된 것이다.

## 설계
환승 통로와 두 개의 플랫폼으로 건설되어 하나로 통합된 두 개의 독립된 평면 환승으로 구성된 본 역은 장식적인 건축물과 함께 건축가 스트렐코프, 몰로셰노크, 장식 작가 루신, 라피나, 보디넥의 노력이 합쳐진 시대에 건설되었다. 양쪽 플랫폼의 벽에 있는 금속 예술품에서 그대로 볼 수 있다.
크리스탈이라는 별명을 갖는 서쪽 플랫폼은 연한 회색 대리석으로 얼굴을 마주하여 두 줄로 장식되어 있다. 천장 밑단을 따라 흐르는 대형 금속 부스러기는 조명 등을 숨기고 있다. 벽은 밝은 대리석으로, 바닥은 회색 화강암으로 되어 있다. 동쪽 플랫폼은 길이에 평행하여 뻗은 아코디언처럼 생긴 필롱(노란색 대리석으로 된 얼굴) 때문에 가모쉬카(가몬)라는 별명이 붙는다. 벽은 회색빛 대리석으로, 바닥은 밝은 화강암으로 되어 있다. 본 역의 초기 역명인 플로샤디 노기나의 유산은 아직도 이전 통로 중간에서 찾을 수 있고, 이 곳에서 빅토르 노긴의 조각상이 남아 있다.

## 환승
본 역은 메드베드코보 행과 플라네르나야 행 열차가 동쪽 플랫폼을 통해 들어오고, 서쪽 플랫폼을 통해 노보야세네프스카야 행과 코텔니키 행 열차가 운행한다. 반대 방향으로 이동하는 승객의 경우, 두 승강장을 연결하는 환승 통로를 이용해야 한다.
장래에는 본 역과 아르바츠코 포크롭스카야 선이 북쪽으로 통과하여 마로세이카 역(가칭)이 건설될 예정으로 중간역 개통 시 3개 노선의 환승역이 된다.